# Robert Carr (hrabia Somersetu)
Robert Carr lub Kerr KG (ur. ok. 1587 w Wrington, zm. 17 lipca 1645 w Londynie) – szkocki szlachcic, faworyt króla Jakuba I, młodszy syn sir Thomasa Kera of Ferniehurst i Janet Scott, córki sir Waltera Scotta of Branxholme and Buccleuch.
Carr towarzyszył Jakubowi w jego podróży do Anglii w 1603 r. Później został wydalony z dworu królewskiego i przez pewien czas przebywał we Francji. Później powrócił na dwór królewski i wówczas zwrócił na siebie uwagę króla. Według lorda Suffolka król poznał Carra na polowaniu, kiedy ten ostatni przewrócił się i złamał nogę. Jakub miał się zakochać w 20-latku. Ich domniemany związek miał trwać do roku 1615.
Nie wiadomo, czy słabość króla do Carra miała podtekst homoseksualny, faktem jest, że przez kolejne 8 lat Carr był wpływową osobą na królewskim dworze. 23 grudnia 1607 r. Carr otrzymał od króla tytuł szlachecki. Następnie Jakub zaczął szukać ziemi, którą mógłby nadać swojemu faworytowi. Ostatecznie Carr otrzymał część skonfiskowanych włości sir Waltera Raleigha, osadzonego wówczas w Tower of London pod zarzutem spiskowania przeciwko królowi.

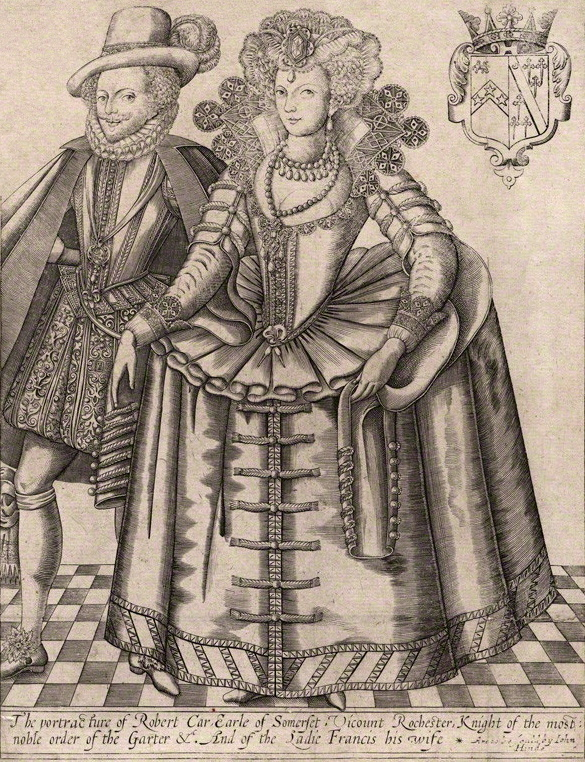
Robert Carr, 1. hrabia Somerset, wraz z żoną

Wpływ Carra na Jakuba unaocznił się najdobitniej w 1610 r., kiedy faworyt, urażony pretensjami angielskiej Izby Gmin dotyczących otaczających króla szkockich faworytów, wymógł na królu rozwiązanie parlamentu. 24 marca 1611 r. Carr otrzymał tytuł wicehrabiego Rochester, a niedługo później został członkiem Tajnej Rady. Po śmierci lorda Salisbury’ego w 1612 r. został królewskim sekretarzem. 3 listopada 1613 r. otrzymał tytuł hrabiego Somerset, a 23 grudnia został Skarbnikiem Szkocji. W 1614 r. został Lordem Szambelanem.
Somerset nie był zdolnym politykiem i szybko znalazł się pod wpływem prohiszpańskiego lorda Northamptona, który doprowadził do ślubu królewskiego faworyta ze swoją kuzynką, lady Frances Howard (31 maja 1591–23 sierpnia 1632), córką Thomasa Howarda, 1. hrabiego Suffolk, i Catherine Knyvet, córki sir Henyego Knyveta of Charlton. Frances była już żoną lorda Essexa, ale Northampton doprowadził do rozwodu. Sprzeciwiający się temu małżeństwu sir Thomas Overbury został osadzony w Tower i tam otruty. Ślub Roberta i Frances odbył się 26 grudnia 1613 r. Małżonkowie mieli razem jedną córkę:
- Anne Carr (1615–1684), żona Williama Russella, 1. księcia Bedford, miała dzieci

W 1614 r. wzrósł wpływ Somerseta na politykę Anglii. Po śmierci Northamptona został lordem tajnej pieczęci i lordem strażnikiem Pięciu Portów. Opowiadał się za sojuszem z Hiszpanią, czym denerwował partię protestancką na czele z lordem Ellesmere’em. Postanowił on znaleźć Jakubowi nowego faworyta. Jego wybór padł na George’a Villiersa. W sierpniu 1614 r. został on przedstawiony królowi i przyjęty na dwór. Rychło mianował go swoim podczaszym co zaniepokoiło Somerseta i stało się przyczyną nieporozumień między nim a królem, które zaczęły narastać w roku następnym.
Ostatecznie o porażce Somerseta przesądziła sprawa Overburyego. Pogłoski, że to Somersetowie przyczynili się do śmierci Overburyego dotarły we wrześniu 1615 r. do uszu króla. 13 października powołano komisję do rozpatrzenia tej sprawy. O morderstwo oskarżono Somerseta i jego żonę. Uwięziono ich w Tower. W 1616 r. zapadły wyroki śmierci, których jednak nie wykonano. Do stycznia 1622 r. Somersetowie przebywali w Tower. Następnie zostali uwolnieni, a w 1624 r. król skorzystał wobec nich z prawa łaski. Somerset pojawił się jeszcze na forum publicznym w 1630 r., kiedy wniesiono przeciw niemu oskarżenie do Izby Gwaździstej. Postępowanie zostało jednak rychło umorzone. Były faworyt króla zmarł w nędzy w 1645 r.